# Йосип Абрам
Йо́сип (Йоже) А́брам (словен. Josip Abram; 2 лютого 1875, Штанєл — 22 червня 1938, Любляна) — словенський католицький священник, поет, літературознавець і перекладач. Літературні псевдоніми: Байда Козак, Трентар, Мостар.

## Біографічні відомості
Йосип Абрам народився у селі Штанель 2 лютого 1875 року . 1899 року закінчив духовну семінарію в Гориці. Був сільським священником.

## Творчість
1912 року за мотивами словенського фольклору написав народну драму «Золоторіг» (видано 1934 року).

## Йосип Абрам і Україна
Автор статей про українські народні пісні та про переклади творів словенської літератури українською мовою.
1895 року в журналі «Dom in svet» («Батьківщина і світ», № 21) надрукував перший оригінальний твір — баладу «Українець», позначену впливом творчості Тараса Шевченка. Популярність Абраму принесли поетичні переклади творів Тараса Шевченка, що відзначаються високою точністю і художністю. Видані 1907 і 1908 роках у Любляні дві книжки «Кобзаря» містять 43 твори Шевченка в перекладі Абрама, серед них: «Заповіт», «Гайдамаки», «Катерина», «Тополя», «Холодний Яр». До кожної з цих книжок також додано розвідки перекладача.
Статті про життя і творчість Тараса Шевченка друкував у журналі «Dom i svet» — «На могилі Тараса Шевченка» (1901, № 5), «Тарас Шевченко» (1914, № 6-8). У своїх статтях Абрам докладно висвітлив життєвий і творчий шлях Шевченка, охарактеризував його роль у тогочасному суспільному і культурному житті України й Росії, ідейно-художній зміст його творчості. Завдяки працям Абрама і його перекладам поезія Шевченка на початку XX століття стала помітним явищем літературного життя Словенії.